# Рот, Дэвид Ли
Дэвид Ли Рот (англ. David Lee Roth, известный также, как «Diamond Dave» — «Бриллиантовый Дэйв»; 10 октября 1954) — американский рок-певец, автор песен, актёр. Наиболее известен как оригинальный вокалист хард-рок-группы «Van Halen». В 2007 году был включён в Зал славы рок-н-ролла. Он также известен как успешный соло-исполнитель. Почти через двадцать лет после ухода Рот вновь присоединился к группе в 2006 году в концертном туре по Северной Америке, который стал наиболее успешным и кассовым в истории группы.

## Биография
Родился 10 октября 1954 года в городе Блумингтон, штат Индиана, США. Семья Дэвида — потомственные врачи. Предки Дэвида во втором поколении — еврейские эмигранты из Российской империи. Дэвид научился петь во время подготовки к бар-мицве.
Будучи подростком, Рот переехал в Калифорнию. Окончил школу «Webb School» в Клэрмонте и «John Muir High School» в Пасадине. Недолгое время учился в колледже Пасадины, где он и познакомился с братьями Ван Халенами: Эдди и Алексом. В это время он работал санитаром в местной больнице, а также являлся вокалистом малоизвестной группы Red Ball Jets из Лос-Анджелеса. В это же время Рот сдавал в аренду звуковую аппаратуру Ван Халенам, после чего братья пригласили его в свою группу в качестве вокалиста.
Сначала их группа называлась Mammoth, но, как оказалось, группа с таким названием уже существует. Тогда, по настоянию Рота, группа взяла название Van Halen. После выхода их первого альбома Van Halen, выпущенного в 1978 году, группа стала широко известна в США. Альбом имел оглушительный успех и ему был присвоен бриллиантовый статус, а Дэвид стал известен публике благодаря своей яркой манере поведения на сцене и энергии. С Van Halen Рот записал ещё пять альбомов: «Van Halen II», «Women and Children First», «Fair Warning», «Diver Down», «1984». Все они принесли группе большой коммерческий успех, а благодаря альбому «1984», группа попала в книгу рекордов Гиннесса.

## Дискография

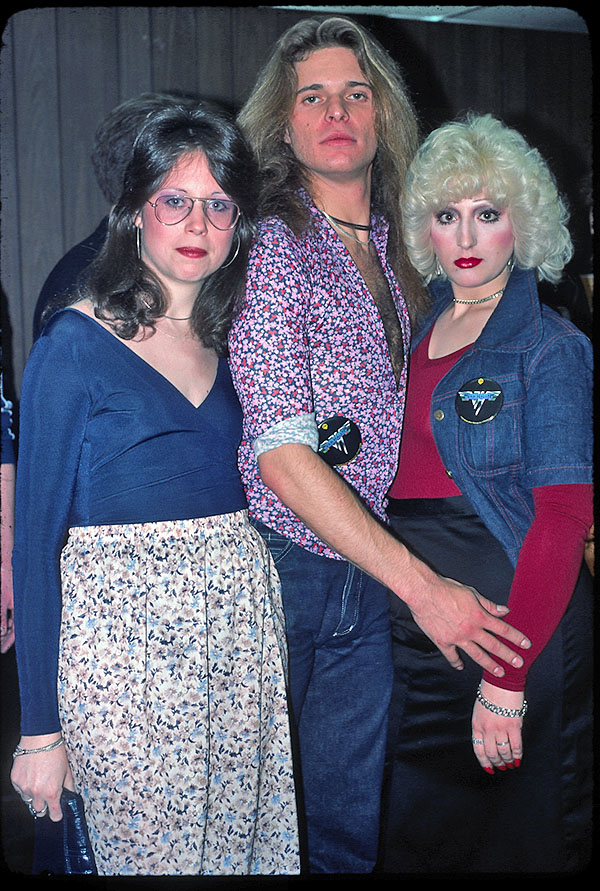
Дэвид Ли Рот (в центре)

### С группой Van Halen
- Van Halen (1978)
- Van Halen II (1979)
- Women and Children First (1980)
- Fair Warning (1981)
- Diver Down (1982)
- 1984 (1984)
- Best of, Volume I (сборник) (1996)
- The Best of Both Worlds (сборник) (2004)
- A Different Kind of Truth (2012)

### Сольные работы
- Crazy from the Heat (EP) (1985)
- Eat 'Em and Smile (1986)
- Sonrisa Salvaje (1986)
- Skyscraper (1988)
- A Little Ain't Enough (1991)
- Your Filthy Little Mouth (1994)
- The Best (сборник) (1997)
- DLR Band (1998)
- Diamond Dave (2003)
- Strummin' with the Devil: The Southern Side of Van Halen (2006)
- Greatest Hits the Deluxe Edition (сборник) (2012)